# Producción de café en Hawái
La producción de café en Hawái representa a uno de los dos únicos estados de los Estados Unidos de América que pueden cultivar plantas de café comercialmente, el otro es California. Sin embargo, no es el único café que se cultiva en suelo estadounidense; por ejemplo, Puerto Rico ha tenido una industria de café durante algún tiempo, aunque no es un estado sino un territorio de los Estados Unidos, Hay otros dos proyectos experimentales de cultivo de café que se están llevando a cabo en los Estados Unidos, en Santa Bárbara, California, y en Georgia.

## Historia

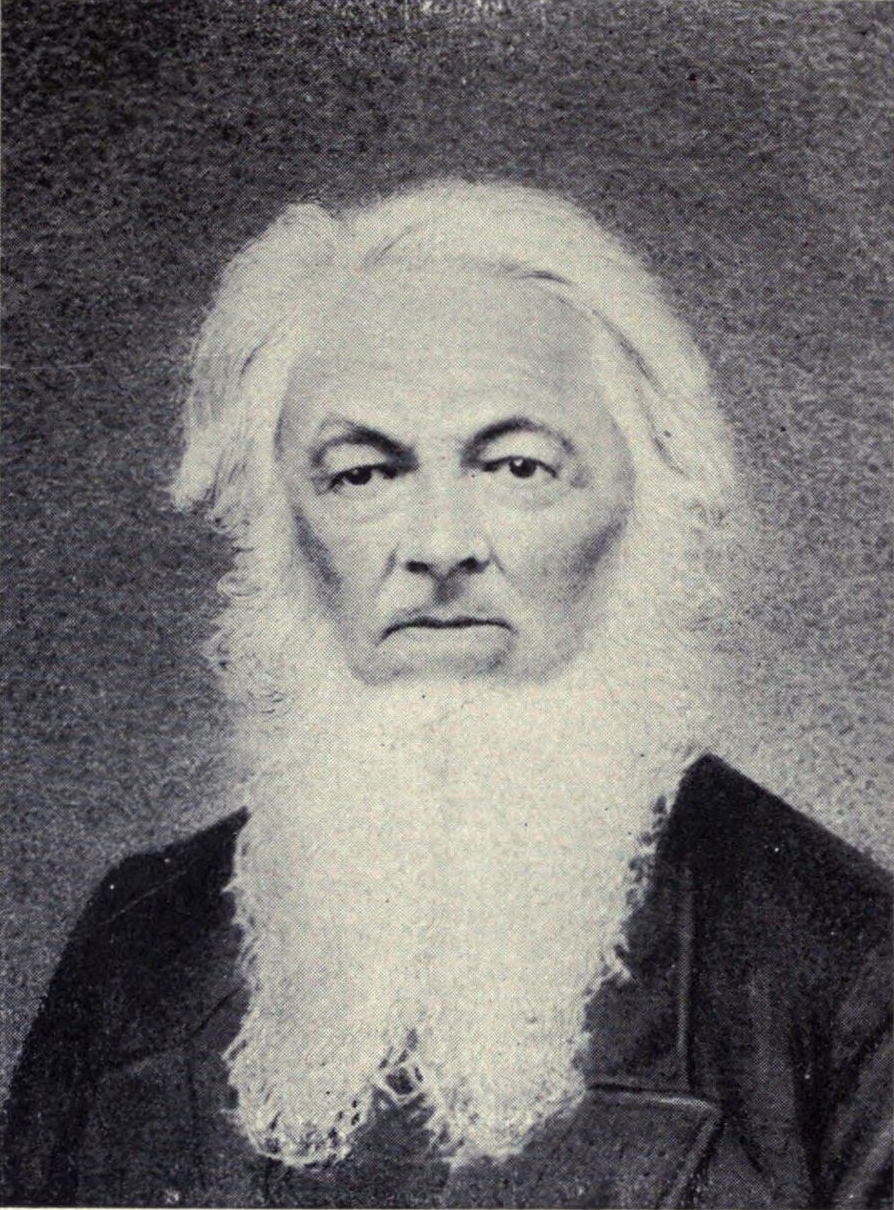
Samuel Ruggles trajo café al distrito de Kona en 1828.

Francisco de Paula Marín Grassi escribió en su diario personal el 21 de enero de 1813, que había plantado plántulas de café en la isla de Oahu, pero no se sabe mucho sobre el destino de esa siembra.
John Wilkinson, un jardinero que vino en 1825 bajo las órdenes de George Byron, trajo plantas de café de Brasil, el gobernador Boki proporcionó algo de tierra en el valle de Manoa en Oahu. Sin embargo, Wilkinson murió en marzo de 1827, y los árboles no prosperaron. Algunos esquejes fueron llevados a otras áreas alrededor de Honolulu. Algunas plantas procedentes de Manila también fueron cultivadas por el cónsul británico Richard Charlton.
Se establecieron más árboles en los valles de Kalihi y Niu cerca de Honolulu, en 1828 o 1829. En la isla de Hawái, el reverendo Joseph Goodrich intentó plantar café para que la misión Hilo fuera autosuficiente. Goodrich plantó jardines durante sus 12 años en Hilo, e impartió clases para los hawaianos nativos sobre el cultivo para apoyar la misión, así como de verduras y frutas tropicales para sus propias comidas.
Samuel Ruggles (1795-1871) llevó algunos esquejes de café al Distrito de Kona cuando fue transferido de la misión de Hilo en el lado este de la isla de Hawái a la Iglesia Kealakekua en el lado oeste en julio de 1828. Aunque tomaría tiempo en establecerse, esta área sería la más exitosa.

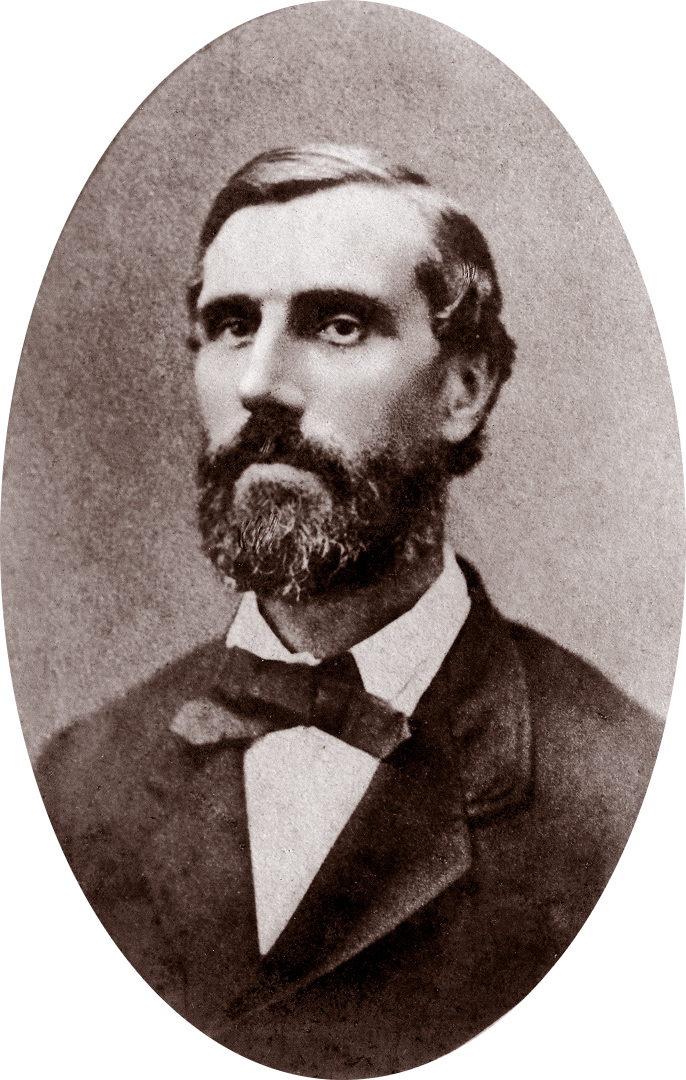
Henry Nicholas Greenwell (1826–1891), pionero en la venta de café.

Las primeras empresas comerciales en la isla de Kauai se establecieron en 1836 y en 1845 terminaron en fracaso. Los primeros registros de producción se hicieron en 1845, de únicamente 248 libras, cultivadas en Kauai y la isla de Hawái. El gran Mahele en 1848 permitió la propiedad privada de la tierra por primera vez.
Una vez se cultivaron grandes áreas en Maui, pero fueron reemplazadas por caña de azúcar y otros cultivos.
En particular, el llamado Insecto en escamas infectó muchos de los cafetos de las otras islas. Las laderas en el área de Kona eran inadecuadas para el cultivo de la caña de azúcar, así que el área se convirtió en el centro de la industria del café en Hawái. Para ser llamado café Kona, debe ser cultivado únicamente en este distrito.
En 1873, durante la Exposición Universal de Viena (1873) se otorgó al comerciante de Kona Henry Nicholas Greenwell un premio a la excelencia, lo que dio cierto reconocimiento al nombre «Kona». Alrededor de 1880 John Gaspar, construyó el primer molino de café en Hawái cerca de Kealakekua Bay. En 1892 la variedad «guatemalteca» fue introducida en Hawái por un plantador alemán Hermann A. Widemann. También en esta época los llamados escarabajos mariquita, fueron capaces de controlar la infestación de escamas.
Cuando los Estados Unidos anexaron Hawái en 1898 -formando el territorio de Hawái-, la caída de los aranceles significó que el azúcar era aún más rentable, y algunos cafetos fueron arrancados. Los precios cayeron en 1899 y 1900, lo que acabó con algunas plantaciones restantes. En 1916, la producción era de unos 2,7 millones de libras, mientras que el azúcar seguía creciendo. La Primera Guerra Mundial en 1917 y una helada severa en Brasil en 1918 causó una escasez mundial, y los precios subieron.
Los trabajadores japoneses de plantaciones de caña de azúcar en Hawái a menudo comenzaban pequeñas granjas en Kona después de que sus contratos de trabajo expiraban. Para 1922 la mayor parte de la producción de café en Hawái había desaparecido, excepto en el distrito de Kona. La gran Depresión de los años 30 bajó los precios, y causó que muchos agricultores incumplieran con sus deudas. Después de la Segunda Guerra Mundial, y otra helada en Sudamérica, los precios volvieron a subir en la década de 1950. La producción alcanzó su punto máximo en 1957 con más de 18 millones de libras.
En la década de 1970, la industria del turismo compitió por la mano de obra, y la producción disminuyó. El cierre de las plantaciones de azúcar y piña en la década de 1990 proporcionó un lento resurgimiento de la industria cafetera.

## Producción moderna

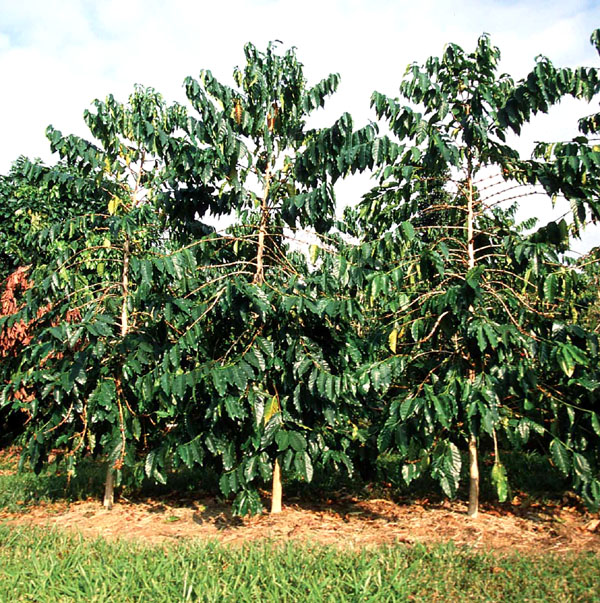
Árboles de café en Hawái.

El «cinturón de café» en Kona tiene aproximadamente dos millas de ancho, 210 m hasta 610 m de elevación. Otros distritos de la isla donde se cultiva café incluyen Kaʻū en el extremo sur, Puna en el sureste y Hāmākua en el noreste.
Aunque el café se puede cosechar todo el año en Hawái, la producción más alta comienza a fines del verano y se extiende hasta principios de la primavera. En la temporada 2008-2009, hubo alrededor de 790 granjas en la isla de Hawái y 40 en otras islas. El rendimiento promedio fue equivalente a 1400 libras por acre. Un total de aproximadamente 7,800 acres (3,200 ha) se siembra con café en todo el estado. Un poco más de la mitad de la superficie se encuentra fuera de la isla de Hawái, en particular en la isla de Kauai, lo que indica que las granjas en otras islas son más grandes en tamaño promedio en comparación con las de Hawái. Aunque la producción total aumentó desde 2007 en aproximadamente 8,6 millones de libras, los precios agrícolas en realidad cayeron, por lo que el valor en dólares disminuyó en aproximadamente un 8%. Debido a las relativamente pocas fincas de café en los condados de Kauai, Maui y Honolulu, sus cifras se combinan en las estadísticas del USDA para evitar la divulgación de operaciones individuales en esos condados. Varias plantaciones de caña de azúcar y piña han cambiado a la producción de café, como el café Moloka'i.  